# 3-тя флотилія кораблів (Польща)
3-тя флотилія кораблів (пол. 3 Flotylla Okrętów im. kmdr. Bolesława Romanowskiego) — польське військове з'єднання спеціальних кораблів, включаючи сухопутні зенітні, хімічні та інженерні частини. Це найбільша організаційна одиниця ВМС Польщі. Командування 3-ї флотилії кораблів (військова частина № 2808) та її ескадри та групи кораблів дислокуються у військовому порту Гдиня-Оксиве, а сухопутні частини — у Гдині, Розеві, Устці та Семировіцах.

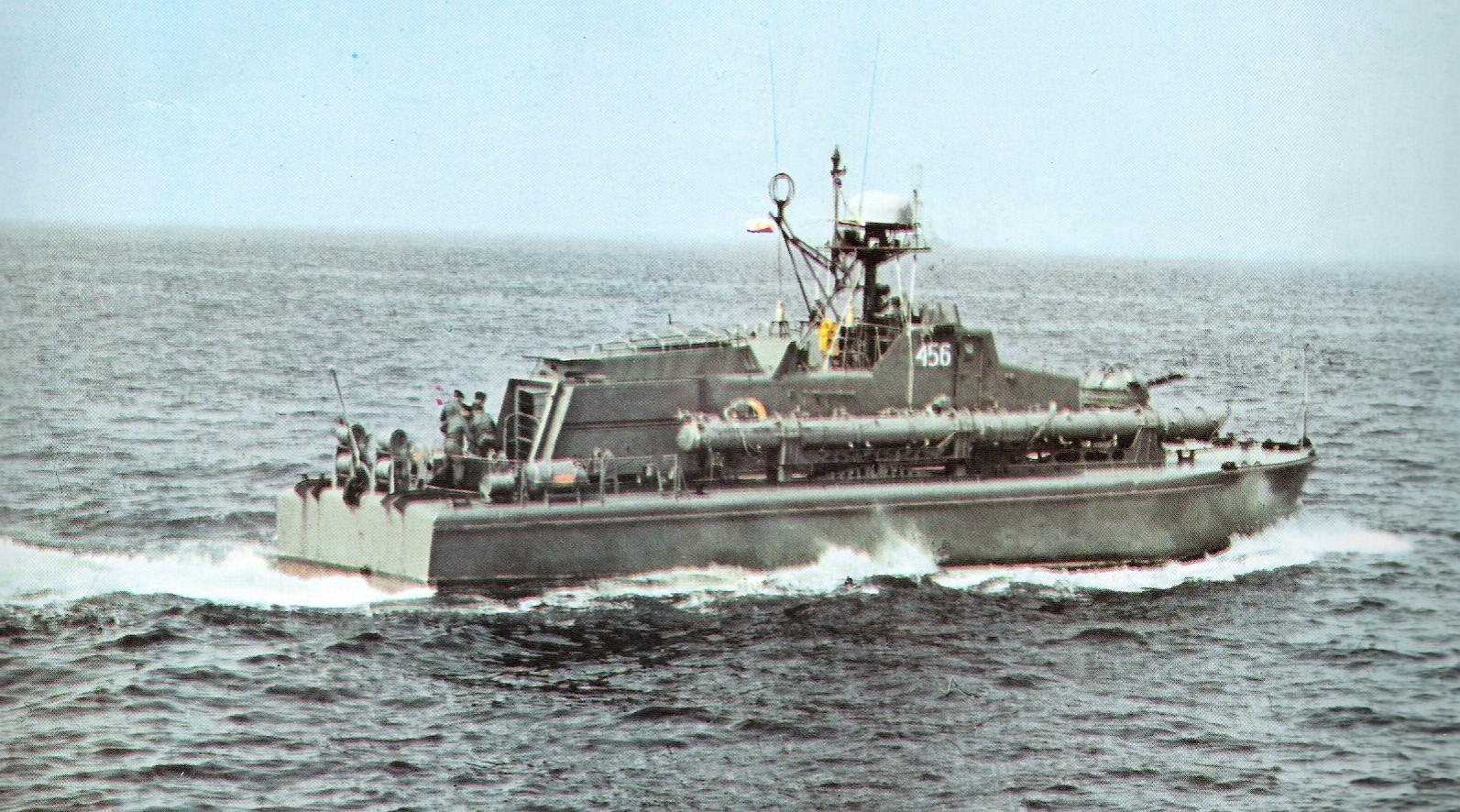
ORP „Sprawny”

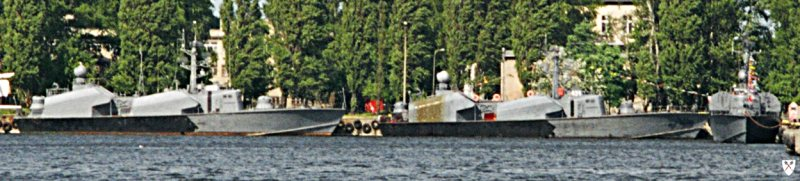
OORP „Dziwnów”, „Świnoujście” i „Władysławowo”

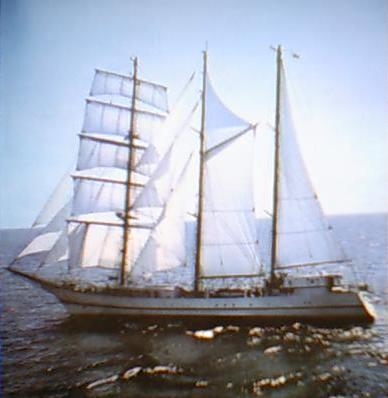
ORP „Iskra”

## Історія
3-я флотилія кораблів була створена наказом начальника Генерального штабу Війська Польського генерал-майора Болеслава Хохи № 09 / Орг. від 18 лютого 1971 р., згідно з якою командувач Військово-морськими силами був Людвік Янчишин.
Спочатку сили союзу складалися тільки з кораблів з розформованих частин. 4 підводні човни проекту 613 створили ескадрилью підводних човнів, а 2 есмінці стали самостійними кораблями. Ракетні катери проекту 205, а також торпедні катери проекту 183 і 664 були включені до складу 1-ї та 2-ї ракетно-торпедних ескадрилій наступним чином:
- 1-ша ракетно-торпедна ескадрилья:
  - 4 ракетні катери проекту 205
  - 6 торпедні катери проекту 183
- 2-га ракетно-торпедна ескадрилья:
  - 4 ракетні катери проекту 205
  - 1 торпедний катер проекту 664
  - 4 торпедні катери проекту 183.

У 1972 році ОРП «Гром» був переведений в запас, а потім виведений. Також у 1972 році у складі 3-ї корабельної флотилії була створена група гідрографічних кораблів. Це була де-факто розвідувальна група, і її назва була прийнята, щоб приховати її справжнє призначення. Спочатку до цієї групи входило лише розвідувальне судно ORP «Bałtyk», перебудоване з гідрографічної частини. У 1975 і 1976 роках було послідовно включено 2 нових кораблі проекту 863, а в 1982 році ОРП «Балтик» було виведено з виробництва. У 1989 році група була підпорядкована особливим групам водолазів ВМФ «Формоза», згодом перейменованим у відділи спеціальних дій ВМС «Формоза». З 1992 року підрозділ має назву: Група розвідувальних кораблів.
У 1972-1973 рр. всі торпедні катери проекту 183, крім трьох, були виведені зі складу 1-ї і 2-ї ескадрилій ракетно-торпедних катерів, решта кораблів відновлено і до 1979-1985 рр. вони служили кораблями-мішенями для ракетних катерів. З 1971 по 1975 рік до складу ракетно-торпедних загонів увійшли:
- в 1-й ескадрильї ракетно-торпедних різців:
  - 2 ракетні катери проекту 205
  - 4 торпедні катери проекту 664
- у 2-й ескадрильї ракетно-торпедних різців:
  - 3 ракетні катери проекту 205
  - 4 торпедні катери проекту 664.

У 2000-2004 роках вперше було піднято прапори на 2 ракетних фрегатах типу «Олівер Газард Перрі», подарованих США, і 4 підводних човнах типу 207, подарованих Норвегією. ракетний проект 205, паливна баржа «B-2» і теплові баржі «B» -5" і "В-6".
Іноді помилково вказують, що ескадра гідрографічної безпеки входить до складу 3-ї корабельної флотилії. Незважаючи на те, що цей підрозділ дислокується у морському порту Гдині, він підпорядковується Військово-морському операційному центру і є єдиним підрозділом кораблів, який не входить до жодного тактичного об’єднання. Відділення військової жандармерії в Гдині також базується у Військовому порту.

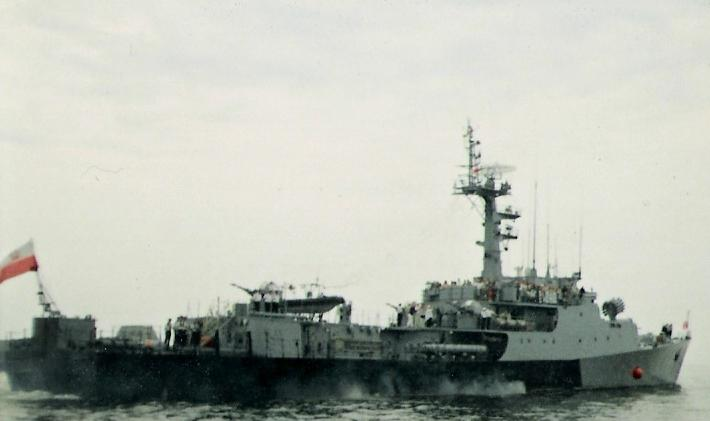
ORP „Kaszub”

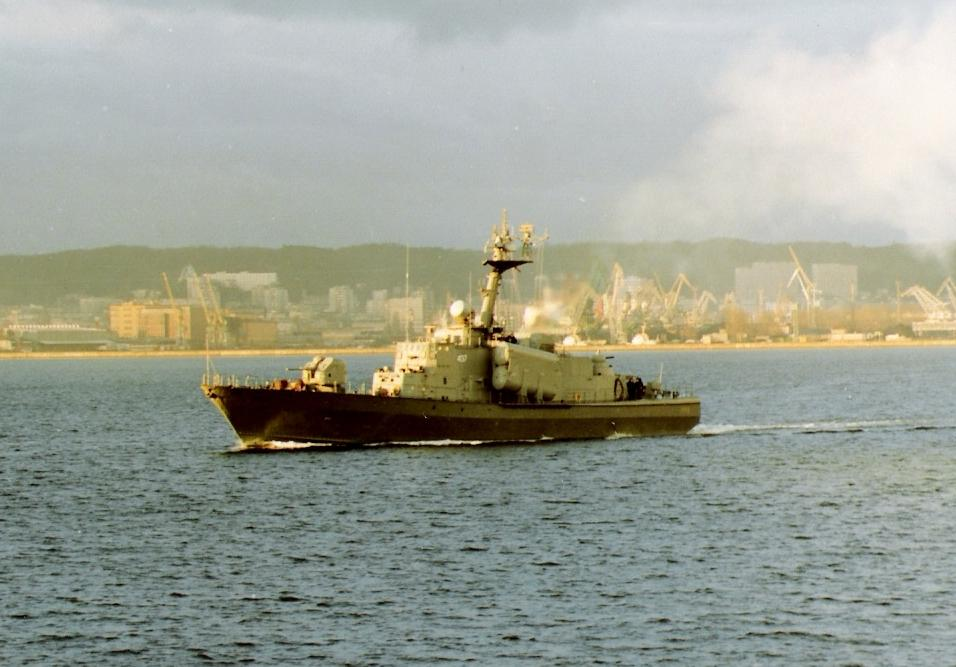
ORP „Rolnik”

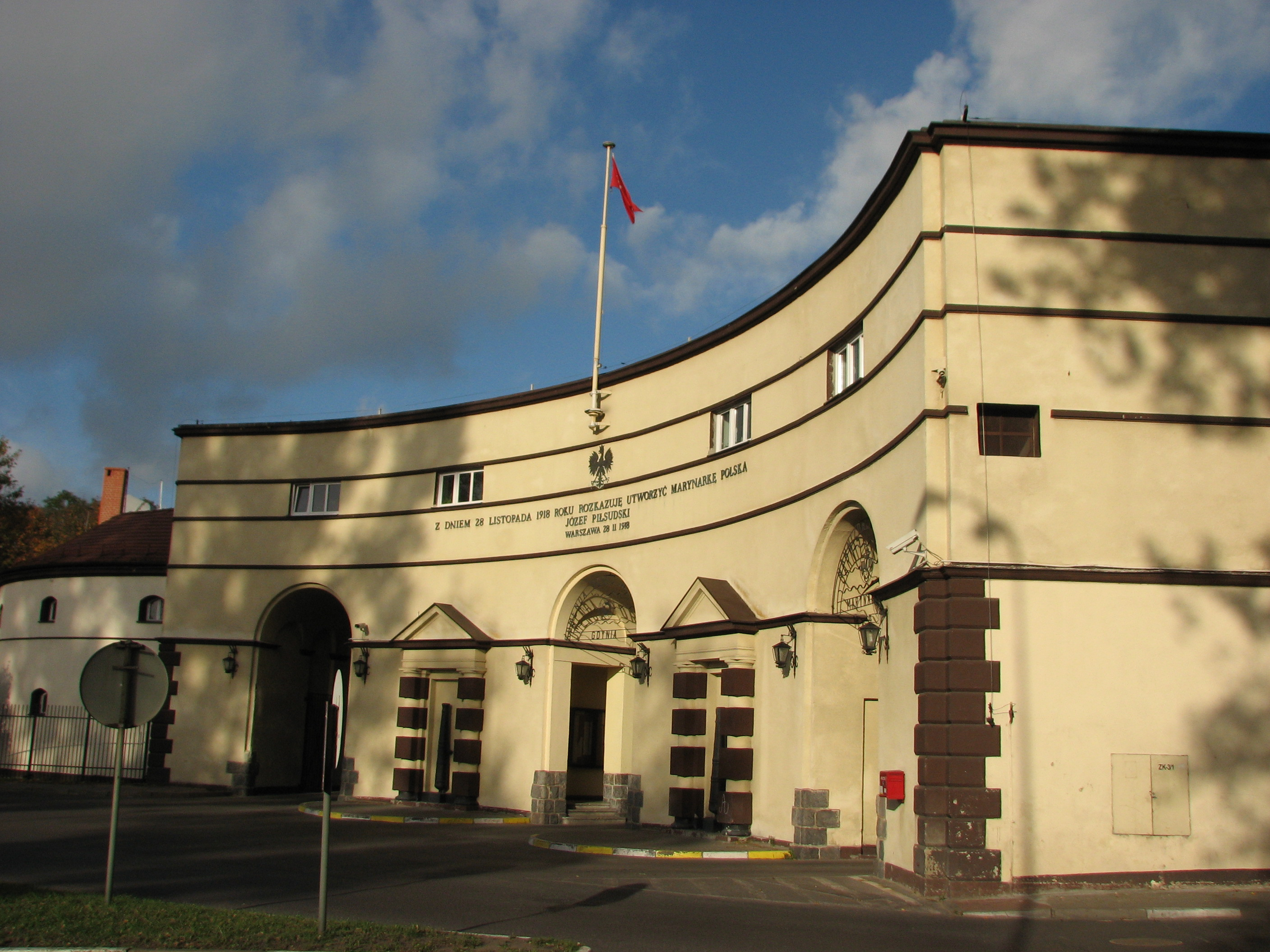
KPW Гдиня

## Діяльність
Після досягнення бойової готовності 3-тя флотилія кораблів розпочала навчальні заходи, спрямовані на підтримання високого рівня боєздатності. Кораблі, загони кораблів і сухопутні частини беруть участь у самостійних навчаннях, співпрацюють з іншими частинами і тактичними з'єднаннями, беруть участь у маневрах, організованих у складі всього ВМФ. Найважливішими навчаннями, в яких бере участь 3-я флотилія кораблів, є протикорабельні ракетні стрільби, запроваджені в 1990-х роках на полігоні в Вікі-Морскі, які поширюються на зенітні, протичовнові, протимінні та десантні операції. Вони організовані у співпраці з ВПС під ротаційними кодовими назвами «Мурена», «Піранія» та «Акула».

## Завдання
- знищуючи ворожі надводні кораблі та транспортери та їхні команди, коли ви боретеся за збереження переваги на морі
- боротьба з підводними човнами противника
- знищення бойових і транспортних засобів противника в протидесантних операціях
- протикорабельне та зенітне прикриття підрозділів флоту
- протиповітряної оборони східної частини польського узбережжя у взаємодії з ВПС
- хімічної оборони та інженерного захисту сил ВМС, дислокованих на Східному узбережжі
- відтворення боєздатності кораблів у морських портах і базах
- демонструючи присутність польського військового прапора в територіальних водах
- підтримання високої бойової готовності

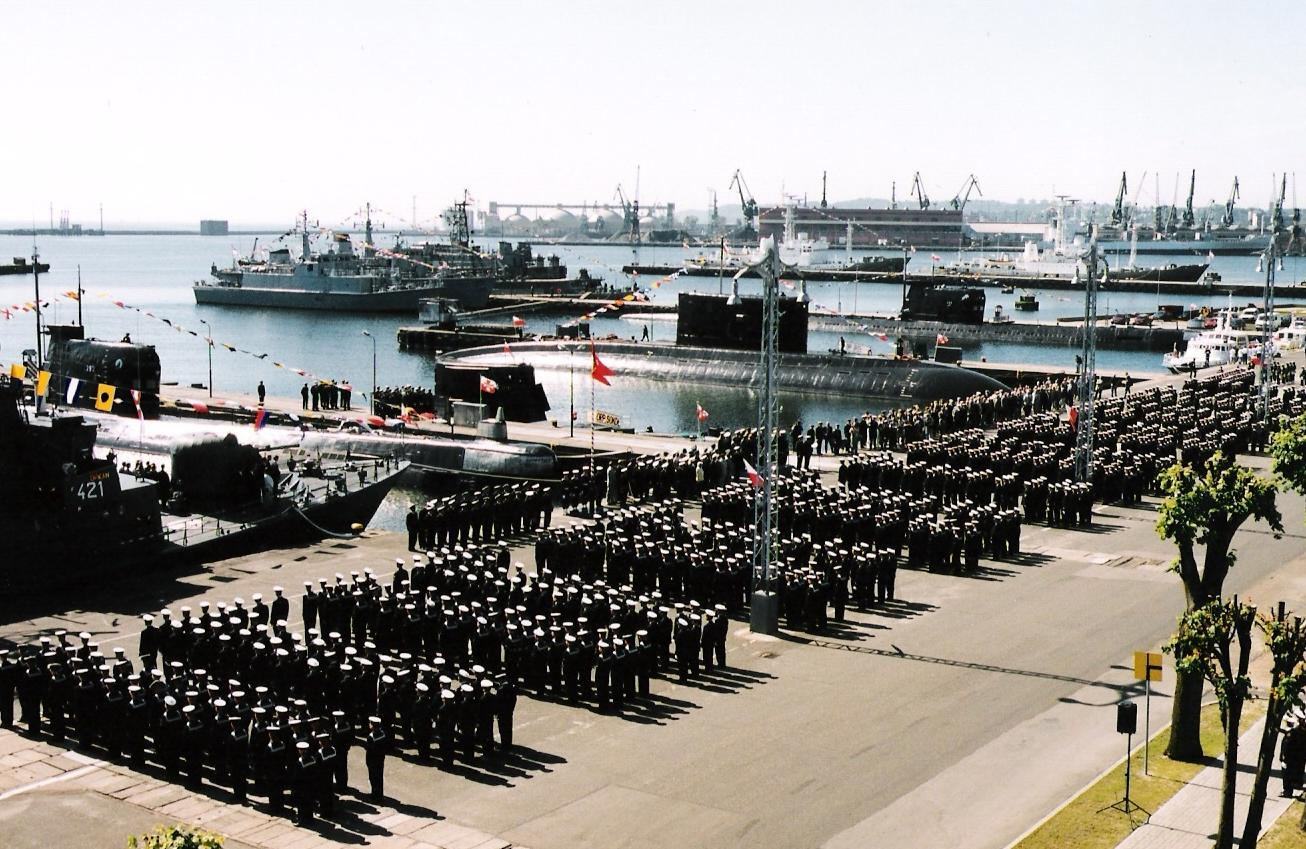
Військовий порт Гдиня

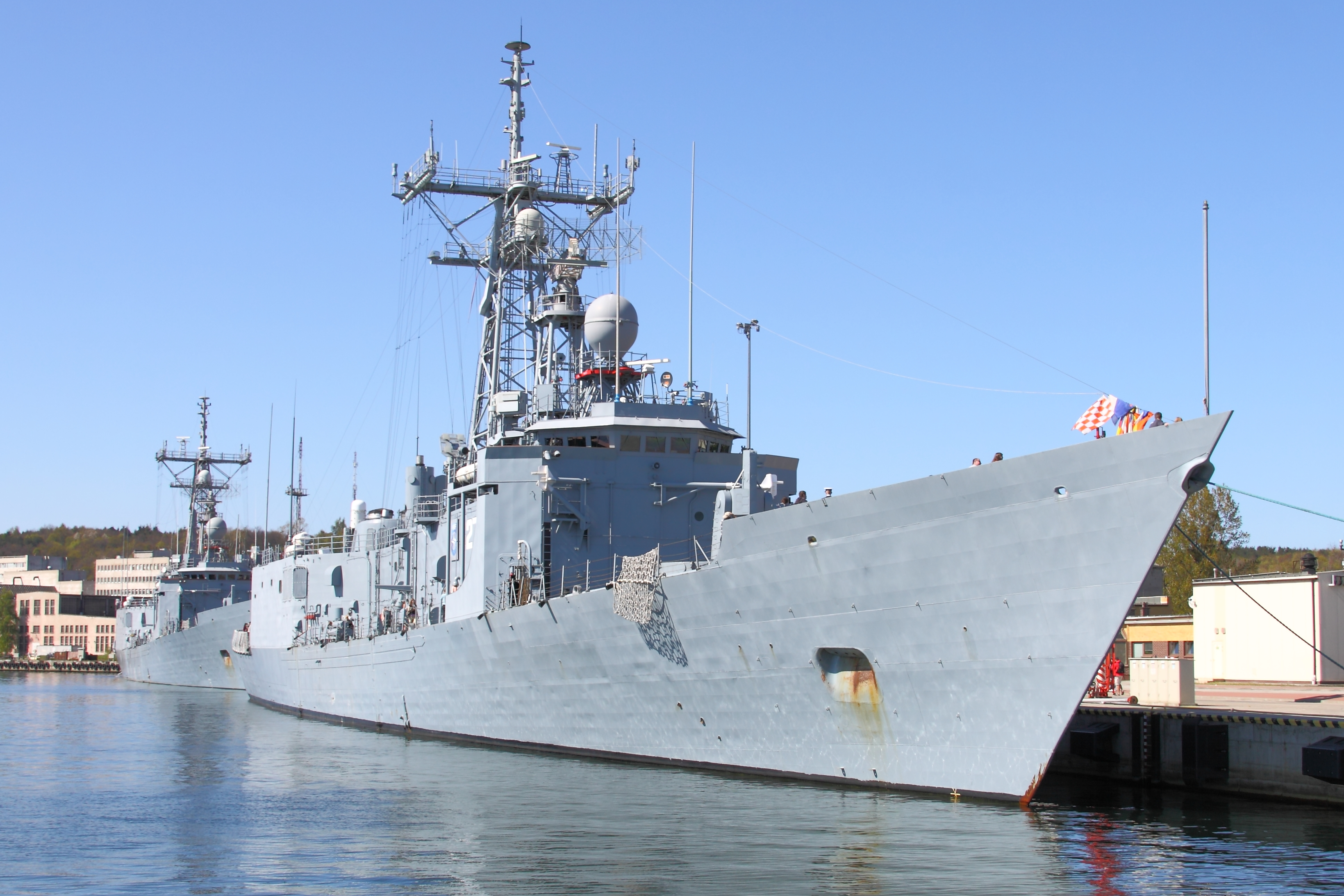
ORP Генерал Казимир Пуласкі

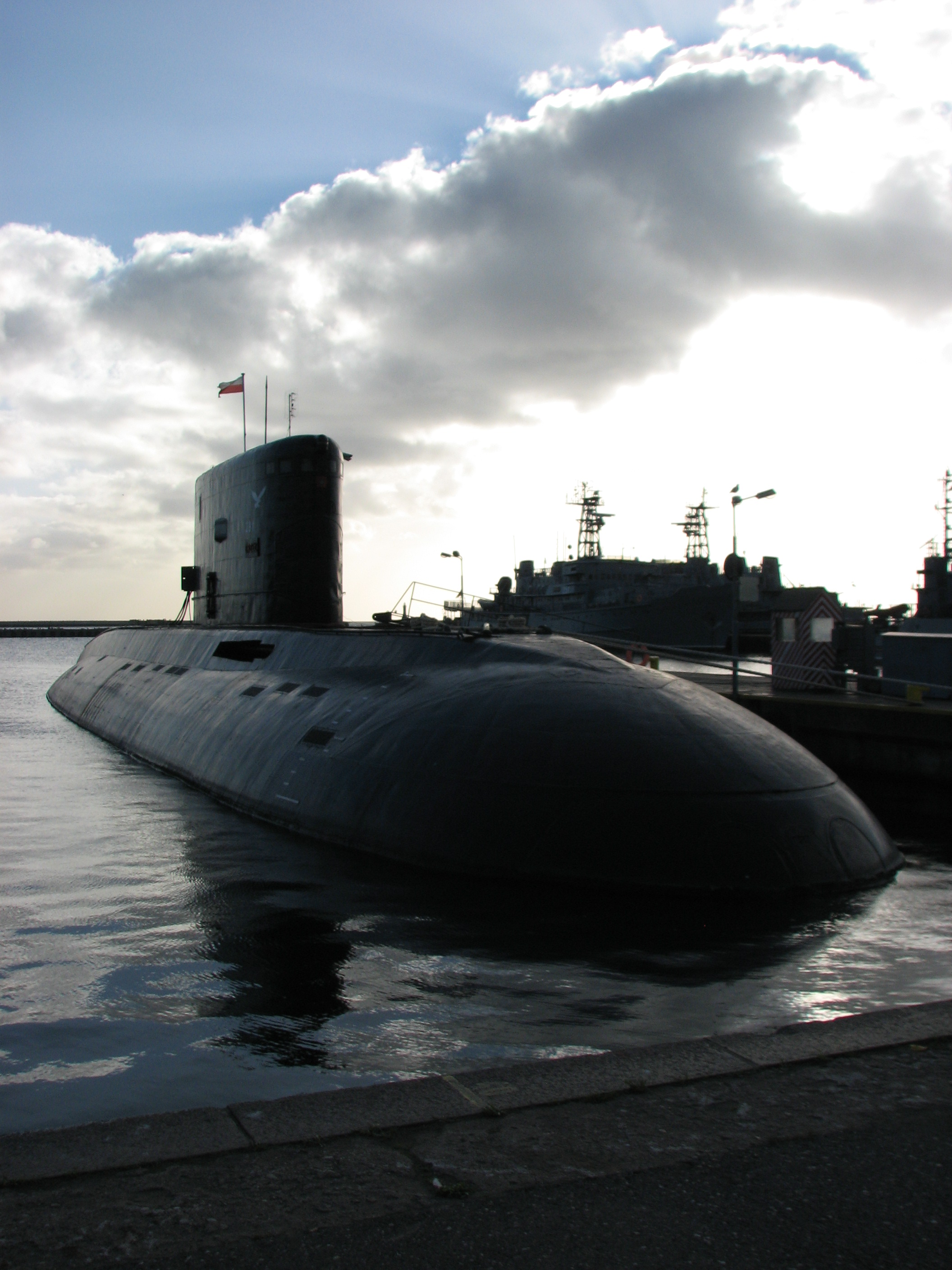
ORP „Orzeł”

- несення бойової служби
- участь у порятунку життів на морі

## Склад

### Командування
Командування 3-ї флотилії, розташованої у морському порту Гдиня, складається з штабу, навчального відділу та відділу матеріально-технічного забезпечення. Відповідає за підготовку підпорядкованих сил до виконання оперативних завдань та підтримання належного рівня бойової готовності. Командир 3-ї флотилії підпорядковується безпосередньо головнокомандувачу родами збройних сил і є начальником командирів військових частин, що входять до складу тактичного об'єднання.

### Ескадрилья підводних човнів (dOP)
Ескадра підводних човнів має підводний човен середнього розміру, який швартується у морському порту Гдиня. Його завданням є: знищення надводних і підводних суден противника, охорона надводних кораблів і шляхів зв’язку, проведення розвідувальних завдань, висадка диверсійно-розвідувальних спеціальних груп і створення обмежених мінних полів.

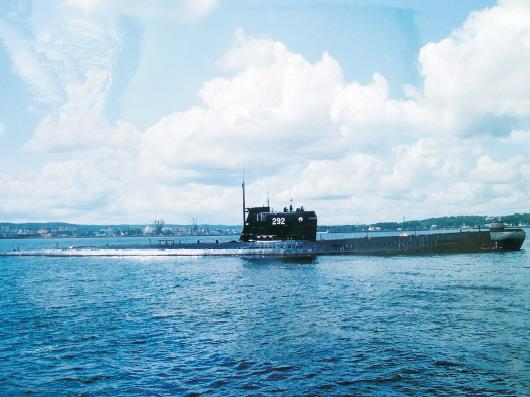
ORP „Wilk”

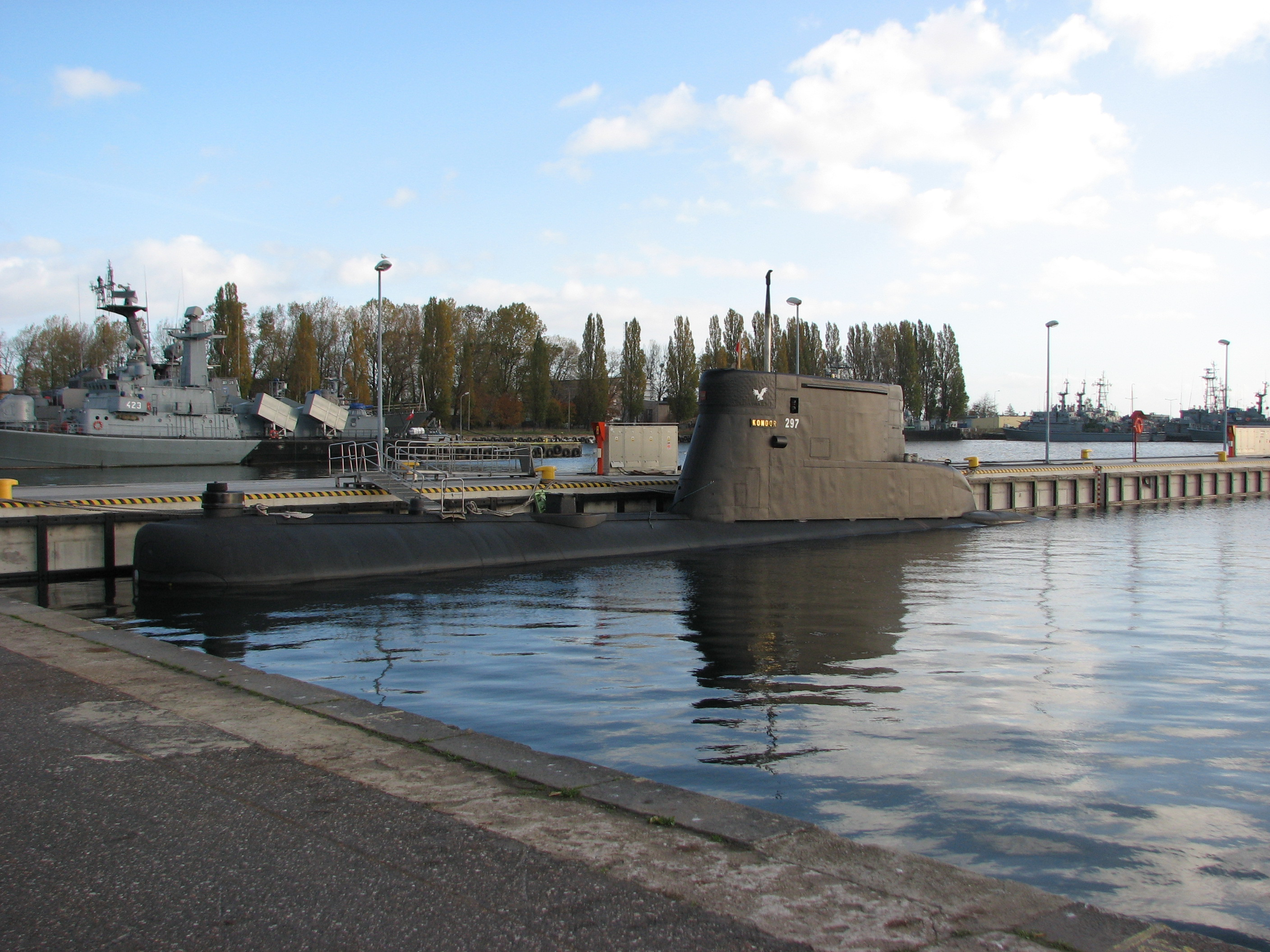
ORP „Kondor”

Кораблі ескадрильї підводних човнів:
- Підводний човен проекту 877Е - ORP "Orzeł" (291)

### Ескадрилья кораблів ZOP (DOZOP)
Дивізіон бойових кораблів підводних човнів дислокувався у морському порту Гдиня і складався з великих надводних кораблів. Він відповідав за: пошук і боротьбу з підводними човнами противника, знищення сил повітряного нападу противника, знищення кораблів і транспортів противника, охорону власних підрозділів суден і шляхів сполучення. 31 грудня 2010 року було розпущено.
Кораблі протичовнової ескадри:
- Ракетні фрегати Oliver Hazard Perry - ООРП «Ген. К. Пуласкі» (272) «Ген. Т. Костюшко» (273)
- Розвідувальний корвет проекту 620 – ORP Kaszub (1987)

### Ескадрилья ракетних кораблів (dOR)
Ескадра ракетних кораблів, розташована у військовому порту Гдиня, складалася з 2 груп малих ракетних кораблів. Призначенням цих кораблів було: нанесення ракетних ударів по кораблям і кораблям противника та їх командам, знищення десантних сил противника, протикорабельне прикриття флоту, а також охорона шляхів сполучення. 31 грудня 2010 року його розформували, а кораблі були включені до складу ескадрильї бойових кораблів.
Кораблі ескадрильї ракетних кораблів:
- реактивно-артилерійські корвети проекту 660 – OORP „Orkan” (421), „Piorun” (422), „Grom” (423).

### Ескадрилья кораблів підтримки (dOW)
До складу ескадрильї кораблів підтримки входять навчально-рятувальні кораблі та прибережна рятувальна група. Базується на базі військово-морського порту Гдиня і призначений для: проведення морських пошуково-рятувальних, рятувальних та санітарно-логістичних операцій для забезпечення дій бойових кораблів та проведення глибоководних відпрацювань.
Кораблі ескадрильї кораблів підтримки:
- Навчальний корабель проекту 888 - ORP „Wodnik” (251)
- проект 570 рятувальних кораблів - OORP „Piast” (281), „Lech” (282)
- рятувальні катери проекту В823 - ООРП „Zbyszko” (R-14), Maćko (R-15).

### Ескадрилья бойових кораблів (dOB)
Ескадра бойових кораблів була сформована 1 січня 2011 року. Він був створений в результаті злиття DOZOP і DOR. Зараз він дислокується у Військово-морському порту в Гдині. Його призначенням є: нанесення одиночних і командних ракетних ударів по надводних кораблях противника, протидія силам повітряного нападу противника, протикорабельний захист власних надводних кораблів і кораблів, протиповітряне прикриття власних надводних кораблів, захист власних шляхів зв’язку та призначених районах, а також пошук і боротьба з підводними човнами.
Кораблі ескадрильї бойових кораблів:
- два ракетні фрегати Oliver Hazard Perry – OORP „Gen. K. Pułaski” (272), „Gen. T. Kościuszko” (273)
- три ракетні кораблі - OORP „Orkan” (421), „Piorun” (422), „Grom” (423)
- протичовновий корвет - ORP Kaszub (1987)
- патрульний корвет - ORP Ślązak (2015)

### Група розвідувальних кораблів (gOR)
До складу групи розвідувальних кораблів, що дислокуються у морському порту Гдиня, входять плавучі розвідувальні підрозділи. До 2007 року до її складу входили також Спецгрупи водолазів – т. зв Формоз. Група відповідає за радіоелектронну розвідку суден.
Кораблі групи розвідувальних кораблів:
- кораблі радіоелектронної розвідки проекту 863 – OORP „Nawigator” (262), „Hydrograf” (263).

### 9-та зенітна ескадрилья (9dplot)
9-та зенітна ескадрилья розташована в Устці і призначена для забезпечення протиповітряної оборони військових частин ВМС, які дислокуються у східній частині узбережжя. Укомплектований зенітно-артилерійськими установками «Бленда», що складаються з батареї 57-мм зенітних гармат С-60 і зенітно-ракетних комплексів «Гром». Озброєння підрозділу дає змогу боротися з низьколітаючими засобами повітряного нападу, а також легкоброньованою технікою та плавзасобами.

### Прибережна ракетна ескадрилья (ndR)
Ескадрон знаходився в гарнізоні Семировиці. Він почав працювати на початку 2011 року, а про технічну готовність було оголошено в червні 2013 року. Підрозділ мав посилити бойовий потенціал сил Військово-морських сил, а отже підвищити можливості оборони морського узбережжя Республіки Польща. Берегова ракетна ескадра виконувала свою основну роль у взаємодії з кораблями ВМС. Його метою було забезпечення бойової діяльності ВМС, Сухопутних військ і ВПС в оборонних операціях. Однією з найважливіших функцій підрозділу була участь у протидесантній обороні польського узбережжя. Основним обладнанням ескадрильї були маневрені ракети NSM. Ракети призначені для боротьби в основному з надводними цілями, але є можливість боротьби з наземними і повітряними цілями. Розформований 31 грудня 2014 р., на його базі було сформовано Військово-морську ракетну частину (MJR).

### 43 інженерний батальйон FOW (43bsap FOW)
43-й саперний батальйон у Розеве відповідає за створення протидесантних і протитанкових інженерних дамб, виявлення та ліквідацію нерозірваних бомб, утримання інфраструктури військових портів і військово-морських баз, організацію водозабірних та очисних пунктів, ліквідацію. пошкодження. Використовує, серед інших Саперні машини Star 266 і Honker, плавучі транспортери ПТС-М і бульдозери БАТ-М. З іншого боку, основними типами фугасів є протидесантні міни ПДМ і МПД і протитанкові міни ТМ-62М ПТМіБа-3 і МПП-61.